# Teqball
Le teqball est un sport de ballon pratiqué sur une sorte de table de tennis de table arquée, combinant ainsi football et tennis de table. La pratique ressemble au tennis-ballon qui, lui, emprunte les codes du tennis.
Il peut être joué par deux joueurs en simple, quatre joueurs en double ou plusieurs joueurs dans un tour. Le ballon peut être touché trois fois avant d'être renvoyé sur le dessus de la moitié de table de l'adversaire. N'importe quelle partie du corps peut être utilisée pour jouer le ballon, à l'exception du bras et de la main. Les pieds, les genoux, la tête et la poitrine sont principalement utilisés. Un point est marqué si l'adversaire laisse tomber le ballon, ne peut pas le renvoyer ou enfreint d'autres règles.
Le teqball est organisé au niveau international par la Fédération internationale de Teqball (FITEQ). Des efforts sont faits pour introduire le sport aux Jeux olympiques.

## Histoire
Deux fans hongrois de football, Gábor Borsányi (un ancien joueur de football professionnel) et Viktor Huszár (un informaticien), ont présenté le teqball en 2015. Ronaldinho était un des premiers fans et a contribué à populariser le jeu. Il devenait le premier ambassadeur du sport.

## Principales règles du Teqball
- Le teqball peut être joué avec des ballons utilisés dans le football, la taille cinq étant officielle et recommandée.
- Le teqball peut être joué à deux joueurs (jeu simple) ou à quatre joueurs (jeu double).
- Un match de teqball se compose du meilleur des trois sets.
- Chaque set est joué jusqu'à ce qu'un joueur/équipe atteigne 12 points.
- Chaque joueur/équipe dispose de deux tentatives pour réussir un service.
- Les joueurs/équipes changent de service après chaque quatre points.
- Il est interdit de toucher le ballon avec la même partie du corps deux fois de suite.
- Il est interdit de renvoyer le ballon avec la même partie du corps deux fois de suite.
- Chaque joueur/équipe est autorisé à renvoyer le ballon avec un maximum de 3 touches de n'importe quelle partie du corps, à l'exception des mains et des bras.
- En double, une équipe a droit à un maximum de 3 touches, mais les coéquipiers doivent se passer le ballon au moins une fois.
- Pendant le jeu, ni la table ni l'adversaire ne peuvent être touchés[5].

## Terrain de jeu
La taille officielle d'un terrain de teqball pour la compétition est d'au moins 12 mètres (39 pieds) de large, 16 mètres (52 pieds) de long et 7 mètres (23 pieds) de haut. Le terrain doit être rectangulaire et marqué par des bordures d'une hauteur minimale de 500 mm (20 pouces) et d'une hauteur maximale de 1 500 mm (59 pouces). La table de Teq se trouve exactement au milieu du terrain, le filet étant parallèle aux périmètres des petits côtés.

## Table Teq
La table de teqball (Teqboard) a été développée spécifiquement pour le jeu. Elle ressemble à une table de ping-pong, mais a une surface incurvée. Sa longueur est de 3 m, sa largeur de 1,70 m, un filet la divisant en deux moitiés égales. La hauteur de la table est de 76 cm au milieu et de 0,565 m sur les bords longs. Le «filet» est en plexiglas et mesure 14 cm de hauteur. Les matchs officiels sont joués avec un ballon de football de taille 5.

## Fédérations membres
Liste des fédérations membres de Teqball. En 2021, 122 fédérations nationales, à travers les cinq continents, ont adhéré à la FITEQ (dont 81 reconnues officiellement).

## Compétitions

### Championnats du monde
Le Championnat du monde de Teqball (en anglais : Teqball World Championships) est une compétition annuelle, organisée par la FITEQ, qui comprend des épreuves en simple, en double et en double mixte.
| Édition                                                           | Date                         | Lieu              | Simple homme    | Simple femme      | Double hommes                      | Double femmes                            | Double mixte                             |
| Coupe du monde                                                    | Coupe du monde               | Coupe du monde    | Coupe du monde  | Coupe du monde    | Coupe du monde                     | Coupe du monde                           | Coupe du monde                           |
| ----------------------------------------------------------------- | ---------------------------- | ----------------- | --------------- | ----------------- | ---------------------------------- | ---------------------------------------- | ---------------------------------------- |
| 1re Lien                                                          | 23–24 juin 2017              | Budapest          | Ádám Blázsovics | N/A               | Szécsi Barna Lázár Zsolt           | N/A                                      | N/A                                      |
| 2e Lien                                                           | 12–13 octobre 2018           | Reims             | Szécsi Barna    | N/A               | Bogdan Marojević Nikola Mitro      | N/A                                      | N/A                                      |
| Championnats du monde                                             |                              |                   |                 |                   |                                    |                                          |                                          |
| 3e Lien                                                           | 6–7 décembre 2019            | Budapest          | Ádám Blázsovics | N/A               | Csaba Bányik Ádám Blázsovics       | N/A                                      | Natalia Guitler Marcos Viera             |
| L'édition 2020 est reportée en raison de la pandémie de Covid-19. |                              |                   |                 |                   |                                    |                                          |                                          |
| 4e Lien                                                           | 8–11 décembre 2021           | Gliwice           | Ádám Blázsovics | Anna Izsák        | Bogdan Marojević Nikola Mitro      | Natalia Guitler Rafaella Fontes          | Zsanett Janicsek Csaba Bányik            |
| 5e Lien                                                           | 23–27 novembre 2022          | Nuremberg         | Apor Györgydeák | Carolyn Greco     | Bogdan Marojević Nikola Mitro      | Zsanett Janicsek Lea Vasas               | Ádám Bakó Lea Vasas                      |
| 5e Lien                                                           | 29 novembre–3 décembre 2023  | Bangkok           | Adrian Duszak   | Rafaella Fontes   | Csaba Banyik Balázs Katz           | Suphawadi Wongkhamchan Jutatip Kuntatong | Phakpong Dejaroen Suphawadi Wongkhamchan |
| 6e Lien                                                           | 4 décembre–8 décembre 2024\| | Ho Chi Minh-Ville | Apor Györgydeák | Jutatip Kuntatong | Sorrasak Thaosiri Jirati Chanliang | Jutatip Kuntatong Suphawadi Wongkhamchan | Suphawadi Wongkhamchan Phakpong Dejaroen |